# Siegfried Schneider
Siegfried Schneider (n. 12 noiembrie 1939, Forst (Lausitz), Brandenburg, Germania) este un voleibalist ce a reprezentat Germania, medaliat olimpic. A participat la 2 ediții ale Jocurilor Olimpice (1968, 1972) în care a câștigat o medalie de argint.